# 23583 Křivský
23583 Křivský è un asteroide della fascia principale. Scoperto nel 1995, presenta un'orbita caratterizzata da un semiasse maggiore pari a 2,4796377 UA e da un'eccentricità di 0,2014024, inclinata di 4,06473° rispetto all'eclittica.